# Paul Smeenk
Paul Smeenk (Jakarta, 1952) is een Nederlandse gitarist en componist, onder andere bekend van Harry Muskee Band, Sweet d'Buster en Muskee Gang.

## Biografie
Smeenk bracht zijn jeugd door in Aarle-Rixtel, waar hij zijn eerste optredens had in de beatmis van de plaatselijke parochie en in diverse lokale en regionale bandjes. Tijdens zijn studietijd in Eindhoven kwam Smeenk in contact met Bertus Borgers van de band Sweet d'Buster. Smeenk schreef een groot deel van de nummers. Nadien speelde Smeenk een periode in de Muskee Gang, een band rond Harry Muskee. Samen met Muskee schreef hij bijna alle nummers, onder andere voor het album The Legend (1983). In 1984 stopte hij met zijn muziekcarrière. Sindsdien maakt hij uitsluitend composities en opnamen in zijn eigen studio.

## Muziek
- Smeenk schreef samen met Bertus Borgers het nummer Still Believe, waarmee Herman Brood and His Wild Romance in 1979 een hit had.[2]